# Aleyrodes essigi
Aleyrodes essigi là một loài côn trùng cánh nửa trong họ Aleyrodidae, phân họ Aleyrodinae.
Aleyrodes essigi được Penny miêu tả khoa học đầu tiên năm 1922.